# Ролан, Тьерри
Тьерри́ Рола́н (фр. Thierry Roland; 4 августа 1937, Булонь-Бийанкур — 16 июня 2012, Париж) — французский спортивный комментатор.

## Биография
Родился в Париже в семье ювелира, отец умер, когда мальчику было 10 лет. Мать была русская, родившаяся в Санкт-Петербурге. Незадолго до смерти перенес операцию в связи с разрывом аневризмы сосудов головного мозга, после чего у него начались осложнения.
За свою карьеру спортивного комментатора прокомментировал 13 чемпионатов мира по футболу и 1300 футбольных матчей.
Собирался вернуться к работе после нескольких лет перерыва и планировал комментировать вместе с Жаном-Мишелем Ларке чемпионат Евро-2012 на телеканале M6. В связи с проблемами со здоровьем он вынужден был отказаться от поездки на Украину.